# Vikings (5.ª temporada)
A quinta temporada de Vikings foi anunciada pela History em 17 de março de 2016. Michael Hirst continua como showrunner e produtor executivo. A quinta temporada estreou em 29 de novembro de 2017.

## Elenco e personagens

### Principal
- Katheryn Winnick como Rainha Lagertha
- Gustaf Skarsgård como Floki
- Alexander Ludwig como Bjorn Flanco de Ferro
- John Kavanagh como Vidente
- Peter Franzén como Rei Harald Finehair
- Jasper Pääkkönen como Halfdan, o Negro
- Moe Dunford como Rei Aethelwulf de Wessex
- Alex Høgh como Ivar, o Sem Ossos
- Marco Ilsø como Hvitserk
- Jordan Patrick Smith como Ubbe
- Jonathan Rhys Meyers como Bispo Heahmund

### Recorrente
- Josefin Asplund como Rainha Astrid
- Ida Marie Nielsen como Margrethe
- Ferdia Walsh-Peelo como Príncipe/Rei Alfred
- Georgia Hirst como Torvi
- Jennie Jacques como Rainha Judith da Nortúmbria
- Jonathan Delaney Tynan como Lorde/Bispo Cuthred
- Keith McErlean como Lorde Denewulf
- Darren Cahill como Príncipe Aethelred
- Ben Roe como Guthrum
- Kieran O'Reilly como "Cabelo Branco"
- Frankie McCafferty como Sindric
- Alicia Agneson como Rainha Freydis
- Albano Jerónimo como Eufêmio
- Karima McAdams como Kassia
- Paul Reid como Mannel
- Khaled Abol Naga como Emir Ziyadat Allah
- Adam Copeland como Kjetill Flatnose
- Kris Holden-Ried como Eyvind
- Leah McNamara como Aud, a Mente Profunda
- Jack McEvoy como Helgi, o Magro
- Mei Bignall como Þórunn
- Kelly Campbell como Ingvild
- James Craze como Bul
- Elijah Rowen como Asbjorn
- Donna Dent como Rafarta
- Rob Malone como Þorgrim
- Scott Graham como Frodi
- Tallulah Belle Earley como Jorunn
- Ryan Henson como Hali
- Svea Killoran como Asa
- Anthony Brophy como Rei Svase
- Dagny Backer Johnsen como Princesa Snaefrid
- Malcolm Douglas como Lorde Cyneheard
- Clive Standen como Duque Rollo
- Róisín Murphy como Princesa/Rainha Elsewith
- Damien Devaney como Wilfred
- Dean Ridge como Magnus
- Tomi May como Jarl Olavsonn
- Ragga Ragnars como Gunnhild
- Eve Connolly como Thora
- Ann Skelly como Lady Ethelfled
- Steven Berkoff como Rei Olaf, o Robusto
- Erik Madsen como Rei Hemming
- Markjan Winnick como Rei Angantyr
- Gavan Ó Connor Duffy como Rei Frodo
- Kristy Dawn Dinsmore como Amma

### Convidado
- India Mullen como Aethegyth
- Frank Prendergast como Bispo Cynebert de York
- Laurence O'Fuarain como Hakon
- Bosco Hogan como Lorde Abbot de Lindisfarne
- Mabel Hurley como Lagertha (jovem)
- Ross Matthew Anderson como o pai de Lagertha
- Ben McKeown como Crowbone
- Conn Rogers como Canute
- Jamie Maclachlan como Aldwin
- Martin Maloney como Vigrid

## Produção
Uma co-produção irlandesa-canadense apresentada pela Metro-Goldwyn-Mayer, a quinta temporada de Vikings foi desenvolvida e produzida pela Octagon Films nos 16 primeiros episódios, pela TM Productions nos 4 últimos episódios, e pela Take 5 Productions. Morgan O'Sullivan, Sheila Hockin, Sherry Marsh, Alan Gasmer, James Flynn, John Weber e Michael Hirst são creditados como produtores executivos. A quinta temporada foi produzida por Keith Thompson nos 8 primeiros e nos 4 últimos episódios, e por Sanne Wohlenberg do episódio 9 ao episódio 16. Bill Goddard e Séamus McInerney são os co-produtores.
A equipe de produção da quinta temporada inclui os diretores de escolha de elenco Frank e Nuala Moiselle, a designer de figurino Susan O'Connor Cave, o supervisor de efeitos visuais Dominic Remane, o designer de dublês Richard Ryan, o compositor Trevor Morris, o designer de produção Mark Geraghty, os editores Aaron Marshall no primeiro e no terceiro episódio, e Tad Seaborn no segundo episódio, e os cineastas Pj Dillon nos 2 primeiros episódios, e Peter Robertson no terceiro episódio.

## Episódios
| Parte 1 |    |                                                               |                   |               |                        |
| 50 | 1  | "The Fisher King" "(O Rei Pescador)" (BR)                     | David Wellington  | Michael Hirst | 29 de novembro de 2017 |
| Após a morte de Sigurd, Ubbe, Ivar e Hvitserk governam juntos a terra recém-adquirida na Ânglia Oriental. Bjorn e Halfdan voltam para o Mar Mediterrâneo; Floki embarca para o desconhecido; e o Rei Harald volta para Kattegat. Enquanto isso, o Bispo Heahmund chega à vila do Rei Ecbert, comemora o funeral do último soberano e começa a reconstruir o local. Aethelwulf e Judith ainda estão em exílio com os príncipes Aethelred e Alfred, com Alfred tendo sido atingido por uma doença. Ivar convence seus irmãos a irem para o norte e conquistar a cidade de York. Em Kattegat, Lagertha insinua que Harald estava esperando encontrar Egil em seu lugar, para que ele pudesse assumir o controle do reino. Harald confessa, e a desafia a matá-lo. |    |                                                               |                   |               |                        |
| 51 | 2  | "The Departed" "(Os Falecidos)" (BR)                          | David Wellington  | Michael Hirst | 29 de novembro de 2017 |
| Depois de dias no mar, Floki finalmente chega a uma terra, que ele acredita ser Asgard, a terra dos Deuses. Em Kattegat, Harald é preso por Lagertha. Ele propõe uma aliança com ela com um casamento, mas ela recusa. Os homens de Harald capturam Astrid; eles vão embora de Kattegat e Harald oferece a Astrid o mesmo acordo. O Príncipe Alfred tem uma visão em que Athelstan lhe diz que os Vikings estão em York; então, o Rei Aethelwulf une forças com o Bispo Heahmund. Em York, Ivar mostra para seus irmãos que agora pode ficar de pé e andar com a ajuda de uma muleta. |    |                                                               |                   |               |                        |
| 52 | 3  | "Homeland" "(Terra Natal)" (BR)                               | Steve Saint Leger | Michael Hirst | 6 de dezembro de 2017  |
| Floki explora a nova terra que encontrou. Na Noruega, Astrid deixa Harald tentado em relação a possibilidade de sua aliança, ao mesmo tempo que resiste aos seus avanços sexuais. No Mediterrâneo, Sindric aconselha Bjorn a chegar como um comerciante, com alguns navios, e não como um guerreiro no comando de uma frota inteira. Na Inglaterra, os Saxões liderados pelo Rei Aethelwulf e o Bispo Heahmund atacam York, mas caem em uma armadilha. O filho de Aethelwulf, Aethelred, é ferido e os Saxões são forçados a recuar. Ubbe e Hvitserk propõem uma oferta de paz, mas Ivar quer continuar com a guerra. Aethelwulf aparentemente aceita a oferta, mas Heahmund faz com que os irmãos sejam humilhados. Com Ubbe estando com seu rosto irreconhecível, Ivar assegura sua posição como líder do Grande Exército. Ubbe e Hvitserk se preparam para ir embora para Kattegat com seus poucos seguidores; no entanto, no último minuto, Hvitserk decide se juntar a Ivar. |    |                                                               |                   |               |                        |
| 53 | 4  | "The Plan" "(O Plano)" (BR)                                   | Steve Saint Leger | Michael Hirst | 13 de dezembro de 2017 |
| Bjorn chega à Sicília e concorda em atuar como guarda-costas do comandante do lugar, Eufêmio. No entanto, Sindric descobre que Eufêmio é apenas um cliente do governante árabe Ziyadat Allah; então, Bjorn pede para visitá-lo. Eufêmio se recusa, mas é convencido a ir por Kassia, uma freira famosa; então, eles partem para Kairouan, na África. Enquanto isso, em Kattegat, Ubbe concorda em se aliar a Lagertha contra Ivar e Harald. Em Vestfold, Astrid finalmente concorda com a proposta de Harald, e eles se casam. Floki pede permissão aos Deuses para trazer colonos para sua nova terra e se prepara para navegar. No lado de fora de York, os Saxões se unem ao primo de Judith, Mannel, e seus homens da Nortúmbria. Heahmund convence Aethelwulf a sitiar e atacar apenas quando os Vikings estiverem passando fome. No lado de dentro de York, os Vikings fingem queimar corpos, e Ivar humilha Hvitserk ao não compartilhar seu plano. Aethelwulf e Heahmund vêem a fumaça dos incêndios e entram na cidade, aparentemente deserta.                                         |    |                                                               |                   |               |                        |
| 54 | 5  | "The Prisoner" "(O Prisioneiro)" (BR)                         | Ciarán Donnelly   | Michael Hirst | 20 de dezembro de 2017 |
| Em York, a comemoração dos Saxões é interrompida quando os Vikings aparecem do esgoto e iniciam uma batalha. Heahmund é cercado, mas é poupado e capturado por Ivar. Os Vikings retomam e patrulham a cidade, enquanto os Saxões vão embora. Ivar e Hvitserk decidem navegar para Kattegat, levando Heahmund com eles. Na África, Bjorn viaja de camelo pelo deserto para encontrar o Emir Ziyadat Allah, que o recebe e lhe oferece comércio. Eufêmio desaparece e, em um banquete, o Emir explica que ele errou ao apoiar o Imperador e, agora, foi capturado e executado. Os Vikings percebem que Eufêmio é a refeição que estão comendo e que Kassia é mais poderosa do que parece. Bjorn, Halfdan e Sindric são presos e estão prestes a serem executados, enquanto uma tempestade de areia se aproxima. Enquanto isso, Floki volta para Kattegat com contos de sua fabulosa nova terra e recruta colonos para retornar para lá, apesar de Lagertha tê-lo proibido de tirar seus guerreiros dela.                                                                                          |    |                                                               |                   |               |                        |
| 55 | 6  | "The Message" "(A Mensagem)" (BR)                             | Ciarán Donnelly   | Michael Hirst | 27 de dezembro de 2017 |
| Floki e os colonos se preparam para sua viagem, mas são traídos e descobertos por Lagertha, que fica brava, mas os deixa navegar. Ao chegarem na nova terra, os colonos descobrem que ela não é tão fértil quanto Floki lhes disse. Margrethe se irrita com a liderança ruim de Lagertha; a Rainha ameaça escravizá-la novamente se continuar tramando contra ela. Na Inglaterra, os Saxões foram embora; Alfred jura no túmulo de Ecbert que perseguirá a visão do ex-Rei de unir o país. Após desmaiar durante a missa, Alfred se recupera e decide fazer uma peregrinação para Lindisfarne. Ivar retorna para se encontrar com Harald e faz uma aliança com ele; eles planejam atacar Kattegat dentro de dois meses. Ivar ameaça e convence Heahmund a lutar com eles. Astrid trai Harald ao subornar Hakon, um pescador, para avisar Lagertha. Ela é chantageada e estuprada pela tripulação, sendo espiada por um menino. Mais tarde, Hakon entrega o aviso. Enquanto isso, na África, Bjorn consegue fugir durante a tempestade de areia. Com Halfdan e Sindric, ele volta para Kattegat. |    |                                                               |                   |               |                        |
| 56 | 7  | "Full Moon" "(Lua Cheia)" (BR)                                | Jeff Woolnough    | Michael Hirst | 3 de janeiro de 2018   |
| Alfred chega em Lindisfarne, em busca da memória de seu pai, e ouve sua voz enquanto reza. Floki e os colonos começam a criar um assentamento perto de fontes termais na nova terra. Floki propõe uma abordagem cooperativa e democrática, mas Eyvind não confia nele e acusa Floki de querer ser Rei. Astrid diz para Harald que está grávida, enquanto Ivar e Heahmund discutem sobre seu plano de ataque. Bjorn retorna para Kattegat, onde Lagertha se aliou com o Rei Svase dos Sami. Bjorn rejeita Torvi e propõe se casar com Snaefrid, a filha de Svase. Lagertha e seus aliados discutem sobre como responder ao ataque de Ivar e decidem encontrá-lo na batalha em terra, presumindo que ele não atacará a cidade pelo mar. Margrethe continua estimulando Ubbe a trair Lagertha, de modo que, quando ela for derrotada, ele possa se tornar Rei. |    |                                                               |                   |               |                        |
| 57 | 8  | "The Joke" "(A Piada)" (BR)                                   | Jeff Woolnough    | Michael Hirst | 10 de janeiro de 2018  |
| Alfred retorna de Lindisfarne e diz que os Saxões devem construir uma marinha de guerra como a única maneira de impedir mais invasões Viking. Na nova terra, Floki propõe construir um templo para Thor, mas Eyvind se opõe, advertindo que todos morrerão de fome no inverno. Enquanto isso, os exércitos de Lagertha, Bjorn e Ubbe, e de Harald, Ivar e Hvitserk, se encontram perto de Kattegat. Lagertha propõe uma conversa de paz, mas Harald, e então Ivar, rejeitam um acordo. Antes da batalha, Ivar leva Astrid e um terço de seu exército em direção à costa, para proteger sua frota. Hvitserk e seu grupo tentam atacar em um outro lado, mas são emboscados na floresta pelos Sami. A batalha começa, e Bjorn e Lagertha ganham vantagem, já que as forças de Harald estão divididas. Ivar ouve a luta, mas diz que é tarde demais para ajudar. Heahmund é ferido, e Harald recua. Lagertha se recusa a matar Heahmund e ordena que sua vida seja salva. |    |                                                               |                   |               |                        |
| 58 | 9  | "A Simple Story" "(Uma Simples História)" (BR)                | Daniel Grou       | Michael Hirst | 17 de janeiro de 2018  |
| 59 | 10 | "Moments of Vision" "(Momentos de Visão)" (BR)                | Daniel Grou       | Michael Hirst | 24 de janeiro de 2018  |
| Parte 2 |    |                                                               |                   |               |                        |
| 60 | 11 | "The Revelation" "(A Revelação)" (BR)                         | Ciarán Donnelly   | Michael Hirst | 28 de novembro de 2018 |
| 61 | 12 | "Murder Most Foul" "(O Assassinato Mais Sujo)" (BR)           | Ciarán Donnelly   | Michael Hirst | 5 de dezembro de 2018  |
| 62 | 13 | "A New God" "(Um Novo Deus)" (BR)                             | Ciarán Donnelly   | Michael Hirst | 12 de dezembro de 2018 |
| 63 | 14 | "The Lost Moment" "(O Momento Perdido)" (BR)                  | Steve Saint Leger | Michael Hirst | 19 de dezembro de 2018 |
| 64 | 15 | "Hell" "(O Inferno)" (BR)                                     | Steve Saint Leger | Michael Hirst | 26 de dezembro de 2018 |
| 65 | 16 | "The Buddha" "(O Buda)" (BR)                                  | Steve Saint Leger | Michael Hirst | 2 de janeiro de 2019   |
| 66 | 17 | "The Most Terrible Thing" "(A Coisa Mais Horrível)" (BR)      | Helen Shaver      | Michael Hirst | 9 de janeiro de 2019   |
| 67 | 18 | "Baldur" "(Baldur)" (BR)                                      | Helen Shaver      | Michael Hirst | 16 de janeiro de 2019  |
| 68 | 19 | "What Happens in the Cave" "(O Que Acontece na Caverna)" (BR) | David Wellington  | Michael Hirst | 23 de janeiro de 2019  |
| 69 | 20 | "Ragnarok" "(Ragnarok)" (BR)                                  | David Wellington  | Michael Hirst | 30 de janeiro de 2019  |

Notas
1. 1 2  Os dois primeiros episódios foram transmitidos juntos na History como um episódio de duas horas intitulado "The Departed", mas foram lançados separadamente em serviços de streaming e em lojas digitais separadamente, com a primeira parte sendo intitulada "The Fisher King" e a segunda parte sendo intitulada "The Departed".[3][4]